# Aggressive
Студия специализирующаяся на видеоклипах и рекламе, созданная и возглавляемая  Алексом Топаллером, сыном известного американского журналиста и телеведущего Виктора Топаллера, и Дэном Шапиро, Нью-Йорк, США.
Студия Aggressive была описана французским журналом Movie Creation Mag как "имеющая увлечение прекрасным, в лучших традициях таких сюрреалистов как Рафаль Облинский" и "неумолимыми по отношению к себе и своим компьютерам во имя создания ярких и незабываемых видеоклипов" на американском сайте Video Static..
Среди работ «Aggressive» музыкальные клипы, созданные для выдающихся артистов мира (Michael Jackson, Kerli, Stone Temple Pilots, Juanes, Megadeth, Bloc Party, The Click Five и др.)
Несколько лет студия специализировалась на рекламе, и её клиентами стали мировые корпорации Ford, P&G Anna Sui Cosmetics , Penfolds (RED), Marc Ecko, Toyota, Topps, Bloomberg, D&B, Kyocera, MTV, Cablevision, Verizon, AT&T, Subway, Caché и Ralph Lauren.

## Награды
В 2008 году Алекс Топаллер и Дэн Шапиро были удостоены премии «Золотой граммофон» - «Грэмми-латино», где победили в категории «Лучший видеоклип года за лучшую режиссерскую работу» с клипом на песню певца и композитора Хуанеса «Me Enamora». Сам певец на последней «Грэмми» собрал целых пять наград, а клип производства нью-йоркских клипмейкеров держался в латинском хит-параде в течение 25 недель.
Работы студии «Aggressive» также были номинированы на "Видео года" MTVLA Los Premios и на "Лучшее поп-видео" MTV VMAs.

## Видеоклипы по годам
2013
- Cris Cab ft. Pharrell «Liar Liar»[3]
- Krewella "Live For The Night"[4]

2012
- Susan Justice «Eat Dirt»

2011
- Michael Jackson «Behind The Mask»

2010
- Stone Temple Pilots «Cinnamon»[5]
- Alexis Jordan «Happiness»[6]

2009
- The Script «Breakeven»

2008
- Kerli «Walking on Air»[7]
- Juanes «Gotas De Agua Dulce»
- Juanes «Me Enamora»

2007
- The Click Five «Jenny»
- Killswitch Engage «The Arms of Sorrow»
- Megadeth featuring Cristina Scabbia «A Tout Le Monde»
- Bloc Party «I Still Remember»

2006
- Black Label Society «Concrete Jungle»
- Hoobastank «Born to Lead»

2005
- Lil' Rob «Summer Nights»